# Рихел
Рихел (нидерл. De Richel) — маленький необитаемый остров, скорее бар, в Ваттовом море в составе Западно-Фризских островов. Административно принадлежит общине Влиланд провинции Фрисландия в Нидерландах. Географически располагается между островами Влиланд и Терсхеллинг, на 1 км к востоку от самой северной точки острова Влиланд. Его площадь в среднем составляет 116 га. Во время особенно высоких приливов остров полностью покрывается водой.
Остров является важным местом гнездования галстучника, морского зуйка и малой крачки, которые встречаются в разных количествах. Кроме того, является основным местом размножения серого тюленя в Ваддензе. Зимой на Рихеле рождается более 300 детёнышей тюленя.
Необитаем и практически лишён растительности. Расположен слишком низко, чтобы поддерживать постоянную растительность. Лишь сезонно может зарастать местной разновидностью пырея (Elytrigia juncea).
Паром между Харлингеном и Влиландом проходит мимо Рихела, огибая песчаный берег. Во время отлива до острова можно дойти от Влиланда, хотя Рихел закрыт для посещений из-за его важности как природной зоны. Ранее в течение летнего туристического сезона проводились ежедневные морские прогулки из Влиланда для наблюдения за популяцией тюленей на Рихеле.